# فیات ۱۲۰۰

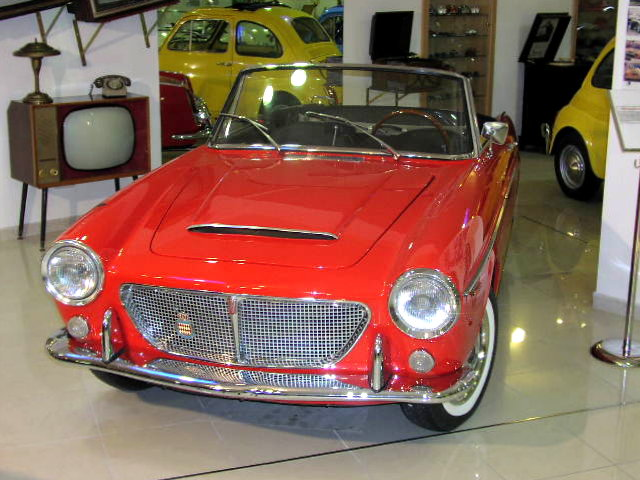

فیات ۱۲۰۰ (Fiat ۱۲۰۰) خودرویی است که در سال‌های ۱۹۵۷ تا ۱۹۶۰تولید شده‌است. طول آن در حالت طبیعی ۳٬۹۲۱ میلیمتر (۱۵۴٫۴ اینچ)، عرض آن در حالت طبیعی ۱٬۴۶۰ میلیمتر (۵۷ اینچ)، ارتفاع آن در حالت طبیعی ۱٬۴۹۲ میلیمتر (۵۸٫۷ اینچ) و وزن آن در حالت طبیعی ۸۸۰ کیلوگرم (۱٬۹۴۰ پوند) است.
موتور آن ۱۲۲۱ سی‌سی است.